# Chérancé, Sarthe

Chérancé este o comună în departamentul Sarthe, Franța. În 2009 avea o populație de 383 de locuitori.